# Eudomir Cabéria
Eudomir Cabéria, né le 6 août 1924 à Cayenne où il est mort le 17 juillet 2017, est un guitariste et auteur-compositeur français.

## Biographie
Né à Cayenne en 1924 dans une famille de musiciens. Il prend très tôt goût à la guitare en particulier et les instruments à cordes en général. Il apprend à jouer de façon autodidacte, s’inscrivant dans sa première jeunesse à des cours à distance pour apprendre le solfège puis dans les années 90 à l’école de musique pour parfaire sa technique.
Il crée avec ses frères et sœurs notamment Eudora et Albanie l’orchestre Cabéria. Ils animent les carnavals et les vidés et jouent à plusieurs enseignes connues dont « Le Petit Balcon ». Il est l'auteur de la célèbre chanson "Mè mo tou cho",.
Son métier de douanier l’emmène à voyager dans de nombreuses communes de la Guyane où il rencontre plusieurs genres de musique. Il ne cesse donc de s’inspirer et d’apprendre, ajoutant plusieurs styles à ses arcs. 
Il joue dans plusieurs formations dont l’orchestre « Métronome », « la Lyre Cayennaise », « Harmony King » et l’orchestre « Cachicamo ». 
Guitariste hors pair, Eudomir Cabéria fait partie des musiciens virtuoses de la Guyane. Son don exceptionnel le fait passer maître dans l’art de la guitare. Il est connu pour sa rigueur inébranlable, sa soif continuelle d’apprendre, son phrasé admirable, sa technicité sans faille, son sens aigu du rythme et de l’harmonie.

## Discographie
- Mé mo tou cho